# Felix Bohnke
Felix Bohnke (* 2. září 1974, Königstein im Taunus, Německo) je německý bubeník heavy metalové kapely Edguy. Ke kapele se připojil v roce 1998. Vystupuje také s rockovou operou Avantasia, pro kterou hrál na bicích v několika písniček z alba The Wicked Symphony a Angel of Babylon. V albu Ghostlights, vydaném na konci ledna 2016 hrál na bicích ve všech písničkách z alba. Byl také součástí hudebních projektů zpěváka Geoffa Tatea.